# سيمون فيرغسون (لاعب هوكي جليد)
سيمون فيرغسون هو لاعب هوكي جليد كندي، ولد في 6 أبريل 1983 في لانغلي في كندا.

## وصلات خارجية
- سيمون فيرغسون على موقع دوري الهوكي الوطني (الإنجليزية)
- سيمون فيرغسون على موقع EliteProspects.com (الإنجليزية)
- سيمون فيرغسون على موقع HockeyDB.com (الإنجليزية)